# Nadleśnictwo Henryków
Nadleśnictwo Henryków – jednostka organizacyjna Lasów Państwowych podległa Regionalnej Dyrekcji Lasów Państwowych we Wrocławiu. Siedziba nadleśnictwa znajduje się w Henrykowie, w powiecie ząbkowickim, w województwie dolnośląskim.
Nadleśnictwo obejmuje część powiatu ząbkowickiego i prawie cały obszar powiatu strzelińskiego oraz niewielkie fragmenty powiatów dzierżoniowskiego i wrocławskiego w województwie dolnośląskim i brzeskiego w województwie opolskim.

## Historia
W czasach niemieckich w zarządzaniu tutejszymi lasami stosowano teorię renty gruntowej. Zgodnie z jej założeniami pierwotne lasy mieszane były zupełnie wyrębywane, a w ich miejsce nasadzano monokultury świerkowe, sosnowe i modrzewiowe, co powodowało problemy typowe dla drzewostanów jednogatunkowych.
W 1945 powstały nadleśnictwa Henryków i Niemcza. W 1953 nadleśnictwo Henryków podzielono na nadleśnictwa Henryków i Krzywina oraz kosztem jego terenów powiększono nadleśnictwo Niemcza. W 1959 nadleśnictwa Henryków, Niemcza i Krzywina zostały scalone w jedno nadleśnictwo Henryków. W 1972 powiększono jego powierzchnię o fragmenty likwidowanych nadleśnictw Bielawa, Sobótka i Kamieniec Ząbkowicki. W 1976 zlikwidowano Nadleśnictwo Henryków, przyłączając je do Nadleśnictwa Bardo Śląskie.
Nadleśnictwo Henryków zostało przywrócone 1 stycznia 1989.

## Ochrona przyrody
Na terenie nadleśnictwa znajdują się dwa rezerwaty przyrody:
- Muszkowicki Las Bukowy
- Skałki Stoleckie.

## Drzewostany
Typy siedliskowe lasów nadleśnictwa (z ich udziałem procentowym):
- lasy 92,28%
- olsy 1,05%
- bory 0,37%
- inne 6,3%

Gatunki lasotwórcze lasów nadleśnictwa (z ich procentowym udziałem powierzchniowym):
- dąb 30,75%
- buk 13,03%
- świerk 12,26%
- sosna 8,88%
- modrzew 6,15%
- brzoza 5,59%
- olcha 4,67%
- jawor 5,32%
- jesion 4,34%
- lipa 3,84%
- grab 3,08%
- inne 1%

Przeciętna zasobność drzewostanów nadleśnictwa wynosi ponad 270 m³/ha, a przeciętny wiek 72 lata.